# Caris LeVert
Caris Coleman LeVert, född 25 augusti 1994 i Columbus i Ohio, är en amerikansk professionell basketspelare (SG/SF) som spelar för Detroit Pistons i National Basketball Association (NBA). Han har tidigare spelat för Brooklyn Nets, Indiana Pacers, Cleveland Cavaliers och Atlanta Hawks.
LeVert draftades av Indiana Pacers i första rundan i 2016 års draft som 20:e spelare totalt.
Innan han blev proffs studerade LeVert vid University of Michigan och spelade för deras idrottsförening Michigan Wolverines.